# Дмитрієвка (Благоварський район)
Дми́трієвка (рос. Дмитриевка, башк. Дмитриевка) — присілок (в минулому селище) у складі Благоварського району Башкортостану, Росія. Адміністративний центр Дмитрієвської сільської ради.
Населення — 362 особи (2010; 341 в 2002).
Національний склад:
- татари — 33 %

Стара назва — селище Отділення Дмитрієвське сохвоза імені Башкирського ЦИКа.